# Pressa
Pressa (Engels: The Press) is een IJslandse tv-misdaadserie die draait rond de journalisten van een krant in Reykjavik. De eerste aflevering werd uitgezonden op 30 december 2007 op de commerciële zender Stöð 2. De andere vijf afleveringen van het eerste seizoen volgden in de weken daarna. Het tweede seizoen met opnieuw zes afleveringen volgde in 2011. De opnamen voor het derde seizoen begonnen in het voorjaar van 2012.

## Verhaallijn
De hoofdpersoon van de serie is Lara (gespeeld door Sara Dögg Ásgeirsdóttir), een alleenstaande moeder van in de dertig, die wordt ingehuurd als verslaggever van de krant Pósturinn (The Post). Ze wordt al snel geconfronteerd met tal van zaken: corrupte politici, verdwijningen, moord, seksueel misbruik, zelfmoord. Elke aflevering behandelt één geval, waarbij het moderne IJsland de achtergrond vormt, en ook aandacht wordt gegeven aan de rol van de krant in de samenleving.